# Morienval
Morienval település Franciaországban, Oise megyében. Lakosainak száma 1055 fő (2022. január 1.). Morienval Haramont, Retheuil, Bonneuil-en-Valois, Feigneux, Fresnoy-la-Rivière, Gilocourt, Orrouy, Pierrefonds és Saint-Jean-aux-Bois községekkel határos.

## Népesség
A település népességének változása:
| Lakosok száma | 1023 | 1063 | 1084 | 1078 | 1083 | 1088 | 1096 | 1076 | 1055 |
|               | 2013 | 2015 | 2016 | 2017 | 2018 | 2019 | 2020 | 2021 | 2022 |